# Jing Haipeng
Jing Haipeng (in cinese semplificato: 景海鵬; in cinese tradizionale: 劉伯明;) (24 ottobre 1966) è un astronauta cinese.
Ha partecipato alle missioni Shenzhou 7 (in cui è stata realizzata la prima attività extraveicolare del programma cinese),  Shenzhou 9, Shenzhou 11 e Shenzhou 16. È stato il primo astronauta cinese ad avere partecipato a due missioni spaziali, nonché finora (al 2023) l'unico ad aver partecipato a quattro missioni.